# Igła Kleopatry

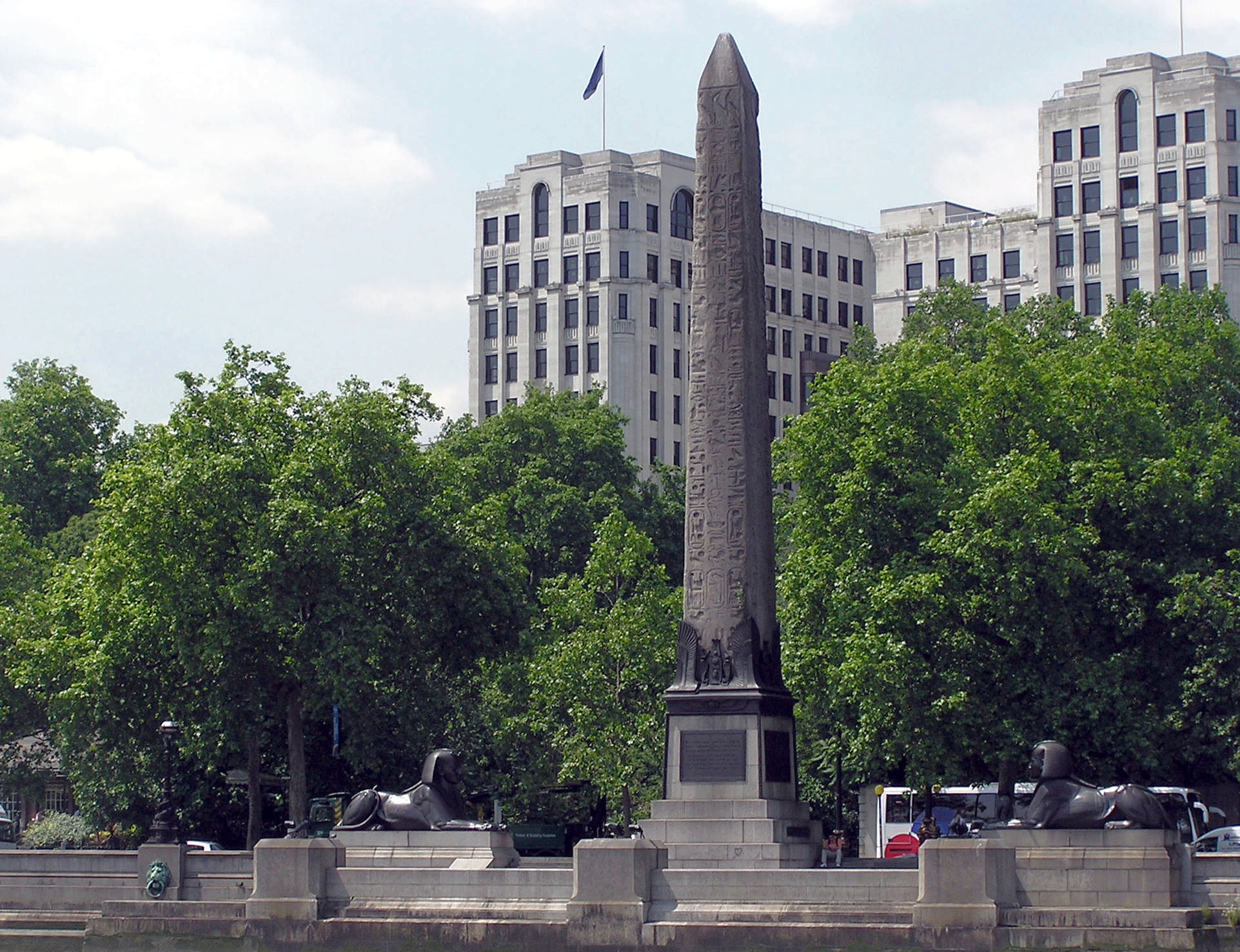
Igła Kleopatry w Londynie

Igła Kleopatry (ang. Cleopatra′s Needle) – pochodzący ze starożytnego Egiptu obelisk znajdujący się w Londynie, w City of Westminster, nad Tamizą, na nabrzeżu Victoria Embankment. Napisy na obelisku umieścili Totmes III i Ramzes II w okresie egipskiego Nowego Państwa. W 1820 roku Muhammad Ali podarował obelisk Wielkiej Brytanii. Obelisk został sprowadzony do Londynu w 1878 roku. Jest jednym z dwóch obelisków nazwanych „Igłami Kleoparty” – drugi znajduje się w Central Parku, w Nowym Jorku.